# Los Angeles Film Critics Association Awards/Lebenswerk
Seit 1976 werden bei den Los Angeles Film Critics Association Awards auch große Persönlichkeiten der Filmbranche mit dem Career Achievement Award für ihr Lebenswerk geehrt. Zwischen 1984 und 1990 wurden keine Preise in dieser Kategorie vergeben.

## Preisträger
- 1976: Allan Dwan
- 1977: King Vidor
- 1978: Orson Welles
- 1979: John Huston
- 1980: Robert Mitchum
- 1981: Barbara Stanwyck
- 1982: Robert Preston
- 1983: Myrna Loy
- 1984–1990: Keine Preisverleihung in dieser Kategorie
- 1991: Budd Boetticher
- 1992: Keine Preisverleihung in dieser Kategorie
- 1993: John Alton
- 1994: Billy Wilder
- 1995: André De Toth
- 1996: Roger Corman
- 1997: Keine Preisverleihung in dieser Kategorie
- 1998: Julius J. Epstein und Abraham Polonsky
- 1999: Dede Allen
- 2000: Conrad L. Hall
- 2001: Ennio Morricone
- 2002: Arthur Penn
- 2003: Robert Altman
- 2004: Jerry Lewis
- 2005: Richard Widmark
- 2006: Robert Mulligan
- 2007: Sidney Lumet
- 2008: John Calley
- 2009: Jean-Paul Belmondo
- 2010: Paul Mazursky
- 2011: Doris Day
- 2012: Frederick Wiseman
- 2013: Richard Lester
- 2014: Gena Rowlands
- 2015: Anne V. Coates
- 2016: Shirley MacLaine
- 2017: Max von Sydow
- 2018: Hayao Miyazaki
- 2019: Elaine May
- 2020: Hou Hsiao-Hsien und Harry Belafonte; sowie Norman Lloyd in der neuen Kategorie Legacy Award
- 2021: Mel Brooks
- 2022: Claire Denis
- 2023: Agnieszka Holland